# 음소문자의 순서
음소문자의 순서 또는 알파벳순은 음소문자의 전통적인 순서 배치에 따라 문자열이 순서대로 배치되는 체계이다. 콜레이션 방식들 가운데 하나로서, 한글의 경우 가나다순(문화어: 가나다라)이라고 한다.

## 역사
음소문자의 순서는 아브자드 체계를 사용함으로써 기원전 1,000년 경 북서부 셈족의 필사에 처음 사용되었다.

## 로마자의 순서

### 기본적인 순서와 예
기본적인 현대의 ISO 기본 라틴 알파벳의 표준 순서는 다음과 같다.
A-B-C-D-E-F-G-H-I-J-K-L-M-N-O-P-Q-R-S-T-U-V-W-X-Y-Z

## 한글의 순서
현대에 쓰이는 한글의 기본적인 순서는 다음과 같다.
- 초성: ㄱ,ㄴㄷㄹ

## 같이 보기
- 정렬